# Вермель, Филипп Матвеевич
Фили́пп Матве́евич (Меер-Шмуйлович) Верме́ль (1898—1938) — русский поэт, переводчик. В 1938 году осуждён по обвинению в шпионской деятельности, приговорён к высшей мере наказания. Реабилитирован 1 сентября 1956 года.

## Биография
Родился, согласно «Справочной книге о лицах, получивших ... купеческие и промысловые свидетельства по г. Москве ... на 1916 год» (с. 9), в семье купца Меера-Шмуйла Хаимовича Вермеля (1859—?), торговавшего бельем и галантерейными товарами, и Рохли Лейбовны Израелит. В 1916 году окончил классическую гимназию Флёрова и поступил на историко-филологический факультет Московского университета (не окончил).
В 1919—1920 годах около года прожил в Минске в период польской оккупации (у родителей невесты). Затем вернулся в Москву, где работал сначала в библиотеке ЦУПВОСО, затем в библиотеке председателя Реввоенсовета Л. Троцкого (до 1927 года), в библиотеке Главконцесскома, а с 1929 года редактором англо-американского сектора в ТАСС. В начале 1937 года уволился оттуда, принимал участие в составлении англо-русского словаря, работал по договору с издательством «Academia» над сборником переводов Мицкевича.
5 марта 1938 года арестован, 17 мая приговорён Комиссией НКВД СССР по обвинению в шпионской деятельности, 28 мая расстрелян. Захоронен в Бутово. Реабилитирован 1 сентября 1956 года.

### Семья
- Брат — Самуил Моисеевич Вермель (1892—1972), русский поэт-футурист.
- первая жена — Фаина Исааковна Вермель (1899—1986), редактор (развелась в 1933 году, в 1935 году арестована, в 1956 году реабилитирована), впоследствии заведующая очным отделением Абаканского педучилища (1948—1950).
  - сын — Дмитрий Филиппович Вермель (род. 1923), доктор экономических наук.
- вторая жена — Ксения Александровна Иванова.
  - дочь Нина.

## Литературная деятельность
Ещё в гимназии подружился с Г. О. Винокуром. Под влиянием старшего брата Самуила сблизился с футуристами. В 1915 году в футуристическом сборнике «Весеннее контрагентство муз» опубликовано его первое стихотворение (под псевдонимом Д. Вараввин). В 1916 году принял участие в околофутуристическом альманахе «Московские мастера», изданном С. Вермелем. В 1917 году помогал Сергею Боброву как секретарь издательства «Центрифуга», хотя и не состоял в одноимённой группе. В мае-июле 1919 года регулярно бывал на заседаниях Московского лингвистического кружка, выступал в прениях.
В начале 1920-х годах перешёл на антифутуристические позиции, сблизился с группой «Мнемозина» (Б. Горнунг, Н. Бернер, Б. Лившиц, А. Ромм). В 1923 году вышел сборник стихов Вермеля «Ковш», а в 1925 году альманах «Чет и нечет» под его редакцией (там были статьи Винокура и А. Ромма, стихи А. В. Чичерина, Л. Горнунга, С. Спасского, а также его собственные).
Исследователь О. Лекманов усматривает перекличку стихотворения О. Мандельштама  «Ещё далёко мне до патриарха…» со стихотворением Ф. Вермеля «Москва».
После 1925 года оригинальных стихов не публиковал, занимался переводами.

## Книги
- Вермель Ф. Ковш : Лирические стихи, 1917—1938 / [вступ. ст. Ф. Вермель]. — М.: ИК «Родник» : Журн. «Аграрная наука», 1997. — 101 с.
- Вермель Ф. Стихи и переводы Филиппа Вермеля / сост. Семён Виленский. — М.: Возвращение, 2000. — 288 с. — 500 экз. — ISBN 5-7157-0113-9.